# Lowell North
Lowell Orton North (Springfield, 20 de diciembre de 1929-San Diego, 2 de junio de 2019) fue un deportista estadounidense que compitió en vela en las clases Dragon y Star.
Participó en dos Juegos Olímpicos de Verano en los años 1964 y 1968, obteniendo dos medallas, bronce en Tokio 1964 (Dragon) y oro en México 1968 (Star). Ganó doce medallas en el Campeonato Mundial de Star entre los años 1945 y 1973, y una medalla en el Campeonato Europeo de Star de 1966.

## Palmarés internacional
| Juegos Olímpicos | Juegos Olímpicos | Juegos Olímpicos  | Juegos Olímpicos |
| Año              | Lugar            | Medalla           | Clase            |
| ---------------- | ---------------- | ----------------- | ---------------- |
| 1964             | Tokio (Japón)    | Medalla de bronce | Dragon           |

| Juegos Olímpicos   | Juegos Olímpicos                   | Juegos Olímpicos  | Juegos Olímpicos |
| Año                | Lugar                              | Medalla           | Clase            |
| ------------------ | ---------------------------------- | ----------------- | ---------------- |
| 1968               | Ciudad de México (México)          | Medalla de oro    | Star             |
| Campeonato Mundial |                                    |                   |                  |
| Año                | Lugar                              | Medalla           | Clase            |
| 1945               | Long Island (Estados Unidos)       | Medalla de oro    | Star             |
| 1956               | Nápoles (Italia)                   | Medalla de plata  | Star             |
| 1957               | La Habana (Cuba)                   | Medalla de oro    | Star             |
| 1959               | Newport Beach (Estados Unidos)     | Medalla de oro    | Star             |
| 1960               | Río de Janeiro (Brasil)            | Medalla de oro    | Star             |
| 1961               | San Diego (Estados Unidos)         | Medalla de bronce | Star             |
| 1963               | Chicago (Estados Unidos)           | Medalla de plata  | Star             |
| 1966               | Kiel (RFA)                         | Medalla de plata  | Star             |
| 1967               | Copenhague (Dinamarca)             | Medalla de plata  | Star             |
| 1969               | San Diego (Estados Unidos)         | Medalla de bronce | Star             |
| 1971               | Estrecho de Puget (Estados Unidos) | Medalla de plata  | Star             |
| 1973               | San Diego (Estados Unidos)         | Medalla de oro    | Star             |
| Campeonato Europeo |                                    |                   |                  |
| Año                | Lugar                              | Medalla           | Clase            |
| 1966               | Varberg (Suecia)                   | Medalla de bronce | Star             |

1. ↑  En algunas ediciones del Campeonato Europeo se permitió la participación de regatistas de otros continentes.